# Église Notre-Dame du Val-de-Grâce
L'église Notre-Dame du Val-de-Grâce, connue populairement comme l'église du Val-de-Grâce, est une église de style baroque classicisant français dans le 5e arrondissement de Paris, place Alphonse-Laveran. Avant la Révolution, c'était l'église de l'abbaye royale du Val-de-Grâce.

## Historique
Le 1er avril 1645, Anne d'Autriche et Louis XIV (âgé de 7 ans) posent la première pierre de l'église de l'abbaye du Val-de-Grâce, fondée 20 ans plus tôt. La reine-mère remplit ainsi une promesse faite plus tôt, pour remercier Dieu d'avoir donné naissance à un fils. Les travaux sont interrompus un temps du fait de la disgrâce de la reine. Ils reprennent en 1655 et l'église est terminée la même année.
L'abbaye du Val-de-Grâce est désaffectée pendant la Révolution et devient l'hôpital d'instruction des armées du Val-de-Grâce. L'église, qui sert un temps de magasin d'habillement et d'effets pour les hôpitaux militaires, est rendue au culte en 1826 après avoir été restaurée en 1818-1819. Elle est rattachée au diocèse aux Armées françaises.
L'église est endommagée par l'explosion de la rue Saint-Jacques le 21 juin 2023, touchant les verrières nord de la nef et celles de la chapelle Sainte-Anne.

## Description de l'église
L'église a un plan en croix latine et un dôme visible du parvis. Le plan d'origine de François Mansart prévoyait des tours flanquant la nef et un portail d’entrée à un étage, en avancée, qui évoquait l'entrée d'un château plutôt qu'une façade d’église traditionnelle. La façade à deux étages, avec son double niveau de colonnes jumelées supportant un fronton triangulaire et ses deux ailerons caractéristiques, rappelle certaines élévations d'églises de la première moitié du XVIIe siècle (par exemple, la façade de l'église des Feuillants, érigée également par François Mansart en 1623-1624). Plus clair et plus sobre que les maniéristes, François Mansart quadrille sa façade de lignes verticales : les six colonnes et les quatre pilastres du porche, et des lignes horizontales : les entablements des deux niveaux (celui du rez-de-chaussée est plus accentué et ressort grâce au porche qui le soutient) et l'attique, derrière le fronton, où se trouvent les supports des bases des colonnes du deuxième niveau. Le dôme, baroque, abrite une coupole décorée par Pierre Mignard : « La Gloire des Bienheureux » (1663) et un baldaquin inspiré de celui de la basilique Saint-Pierre de Rome.
Pour remercier le ciel de lui avoir accordé un enfant, Anne d'Autriche fit de cette église un ex-voto en l'honneur de la Vierge Marie. La dédicace sur le fronton du porche est facilement compréhensible :  « IESU NASCENTI VIRGINIQ(UE) MATRI », c'est-à-dire « (cette église est dédiée) à Jésus naissant et à sa mère la Vierge ». On remarque l'insistance sur le fait que Jésus est honoré comme enfant attendu qui est enfin né (comme Louis XIV) et Marie comme mère (comme Anne d'Autriche).
Si les plans d'origine sont de Mansart, ils sont par la suite repris par Jacques Lemercier, Pierre Le Muet et Gabriel Le Duc.

Extérieur
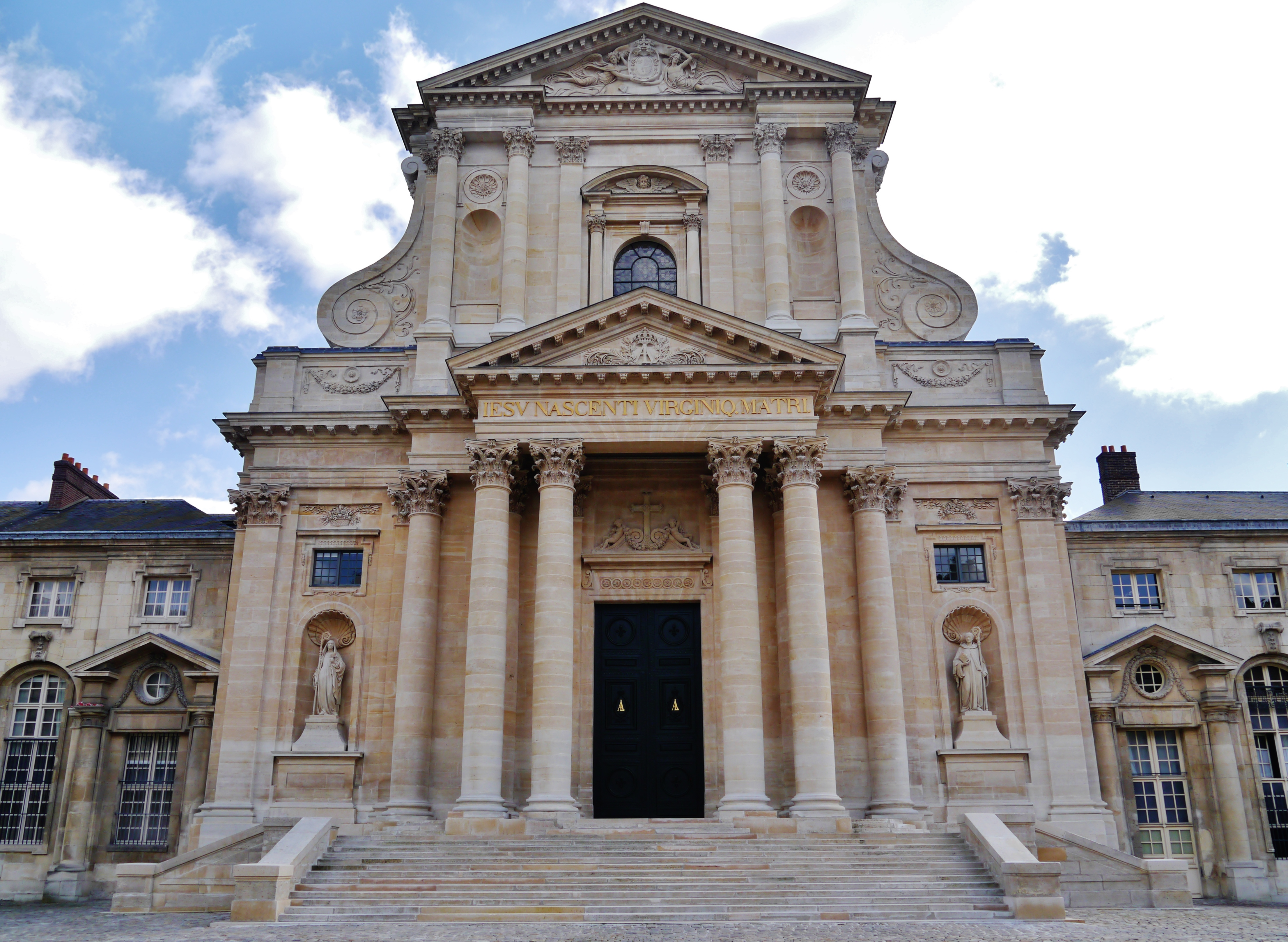
La façade seule.
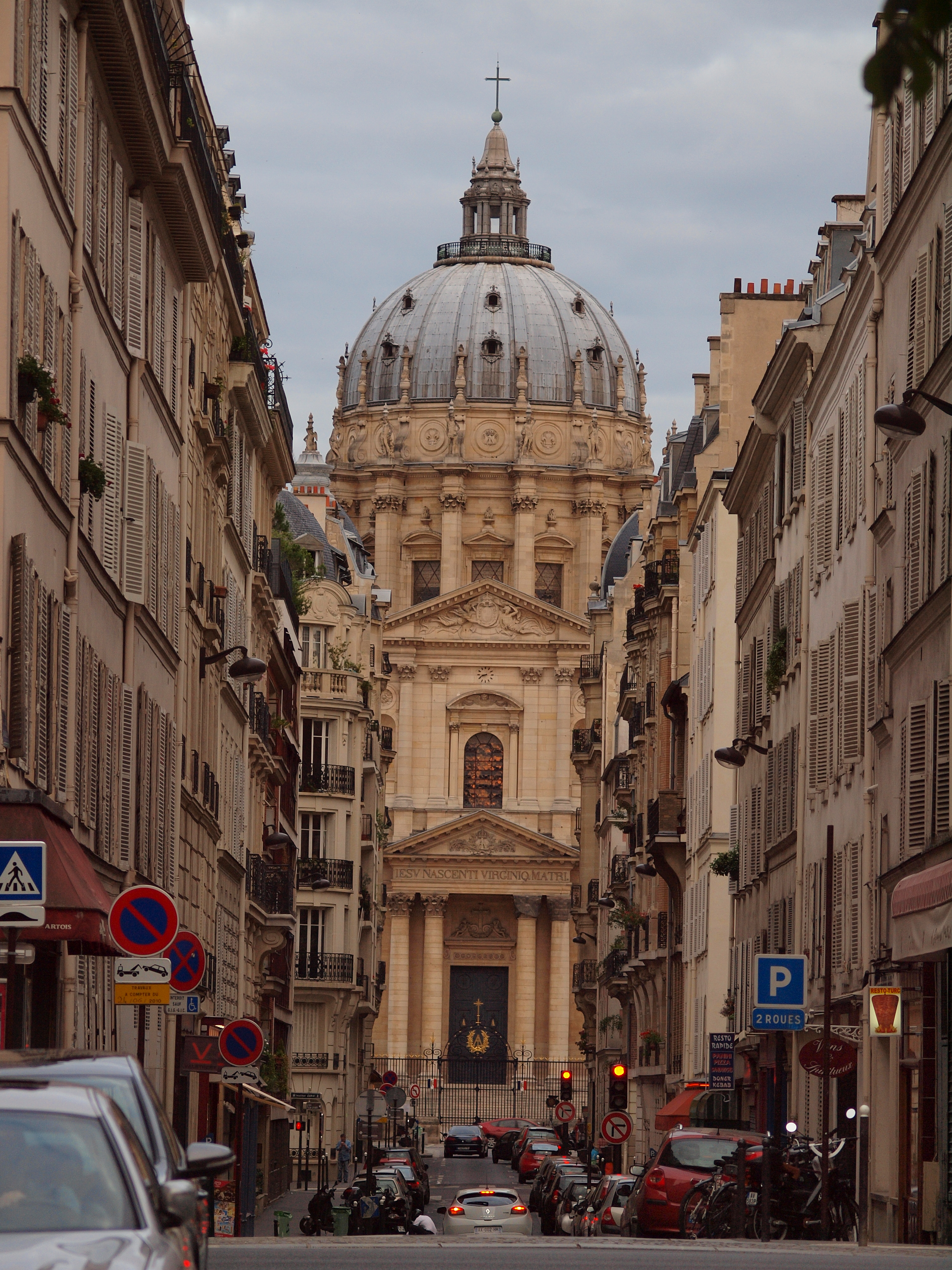
Vue de la rue du Val-de-Grâce
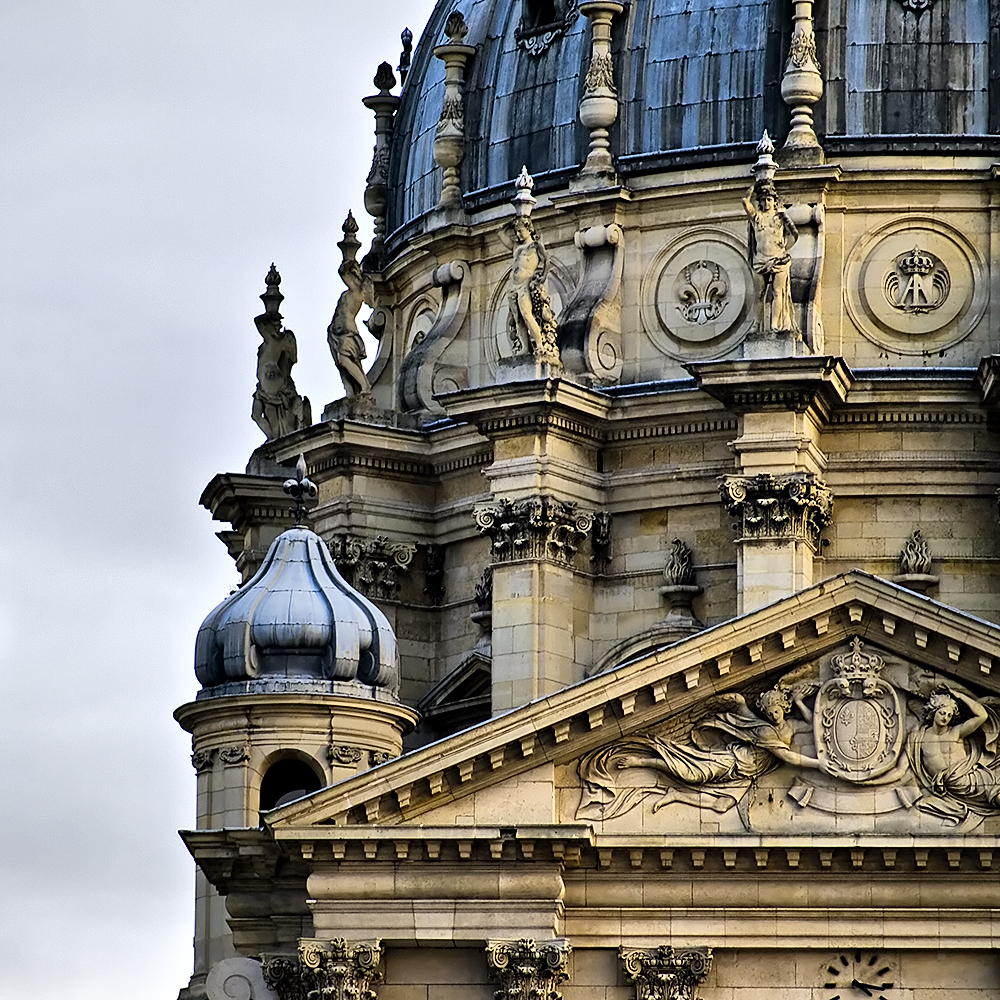
Détail.
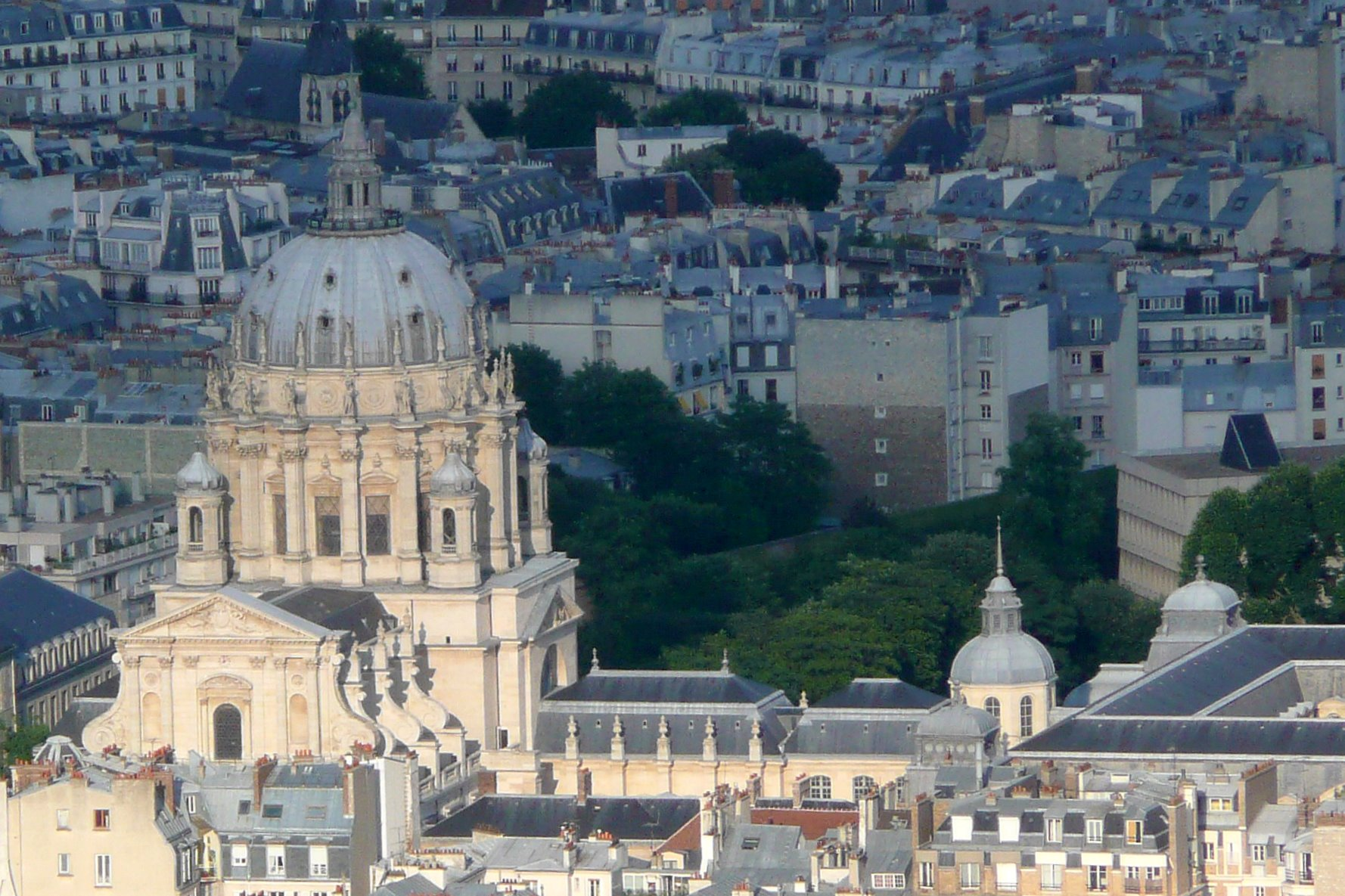
Dôme du Val-de-Grâce depuis le sommet de la tour Montparnasse.
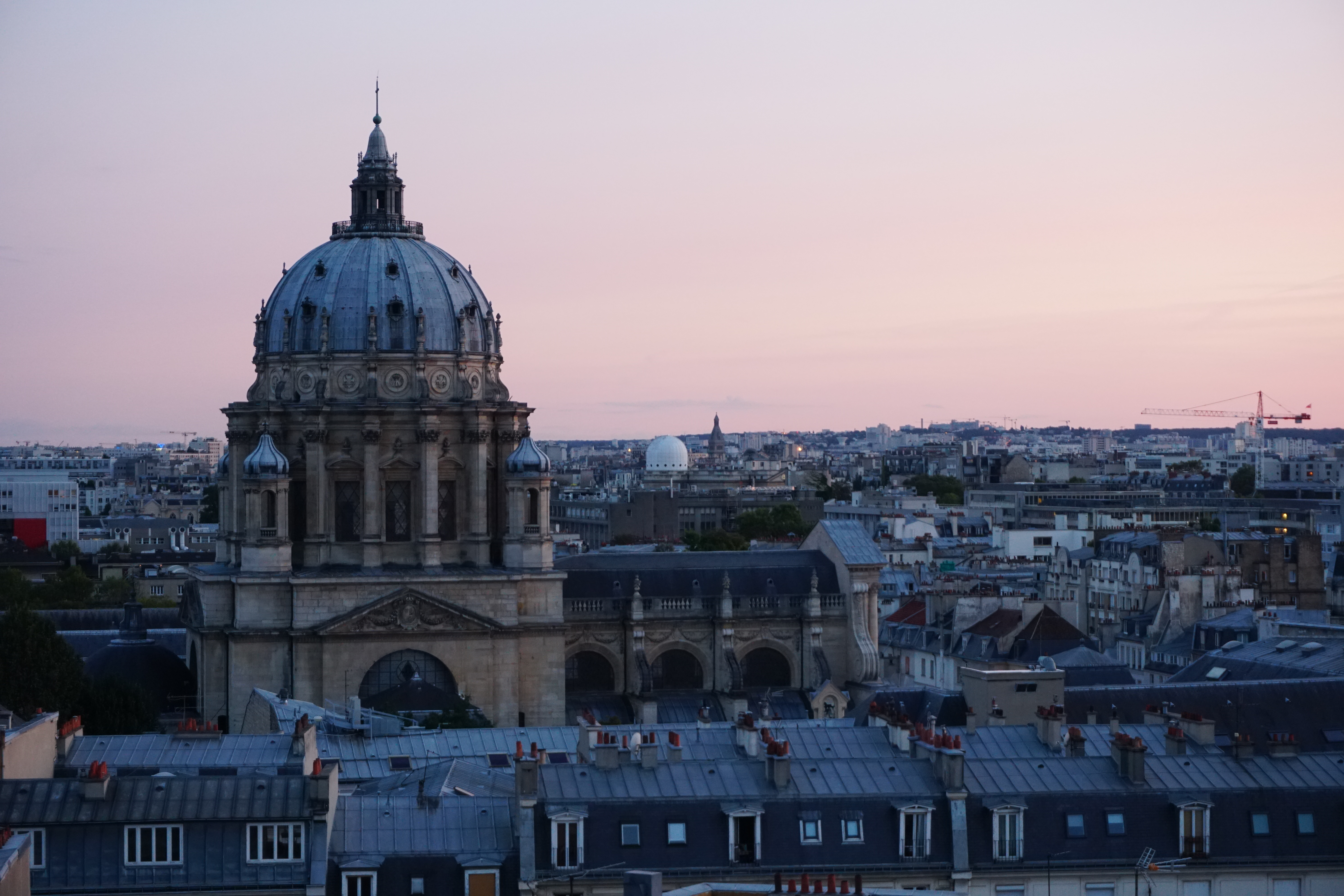
Le dôme, vu depuis le nord.
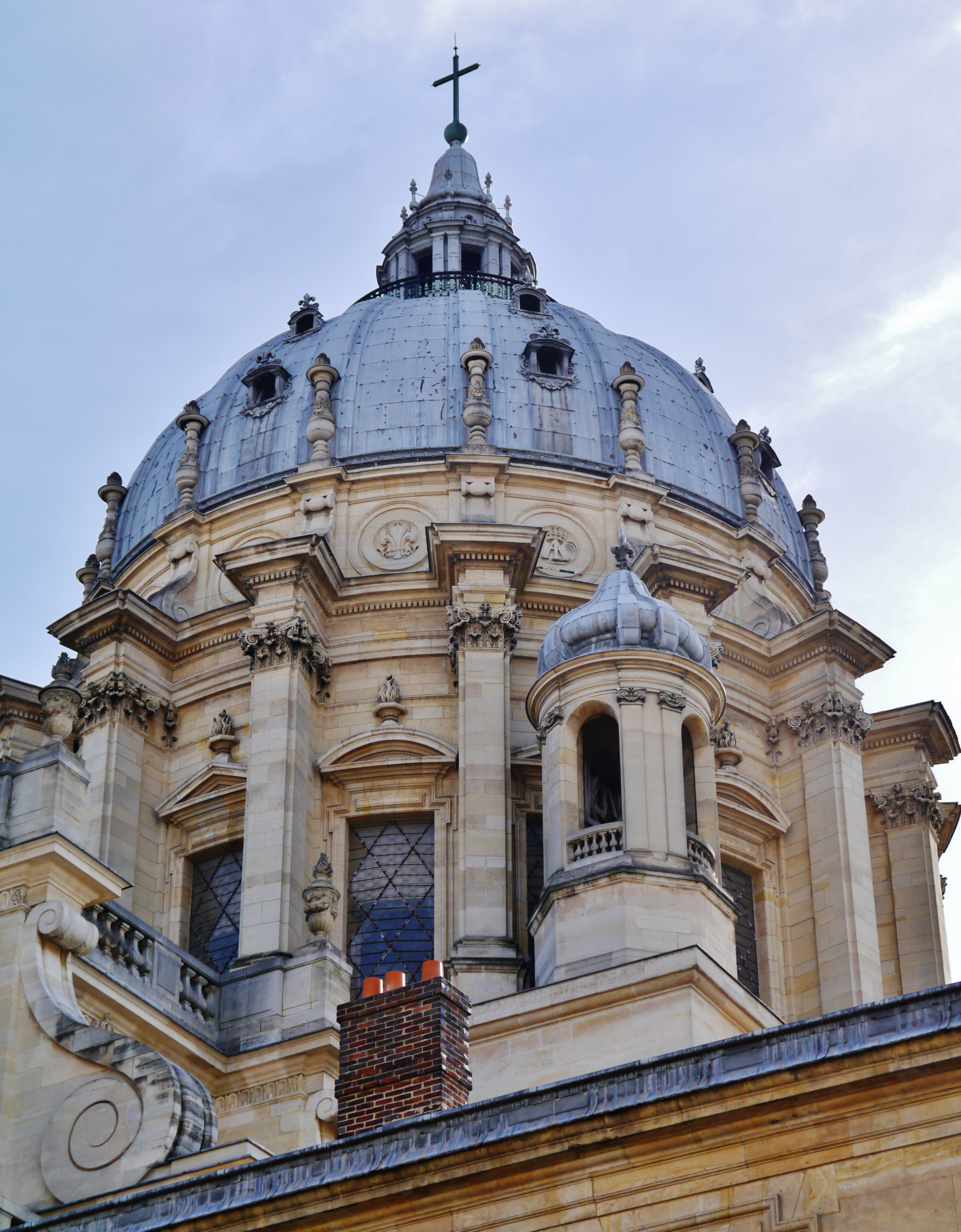
Détail extérieur du dôme.

Intérieur
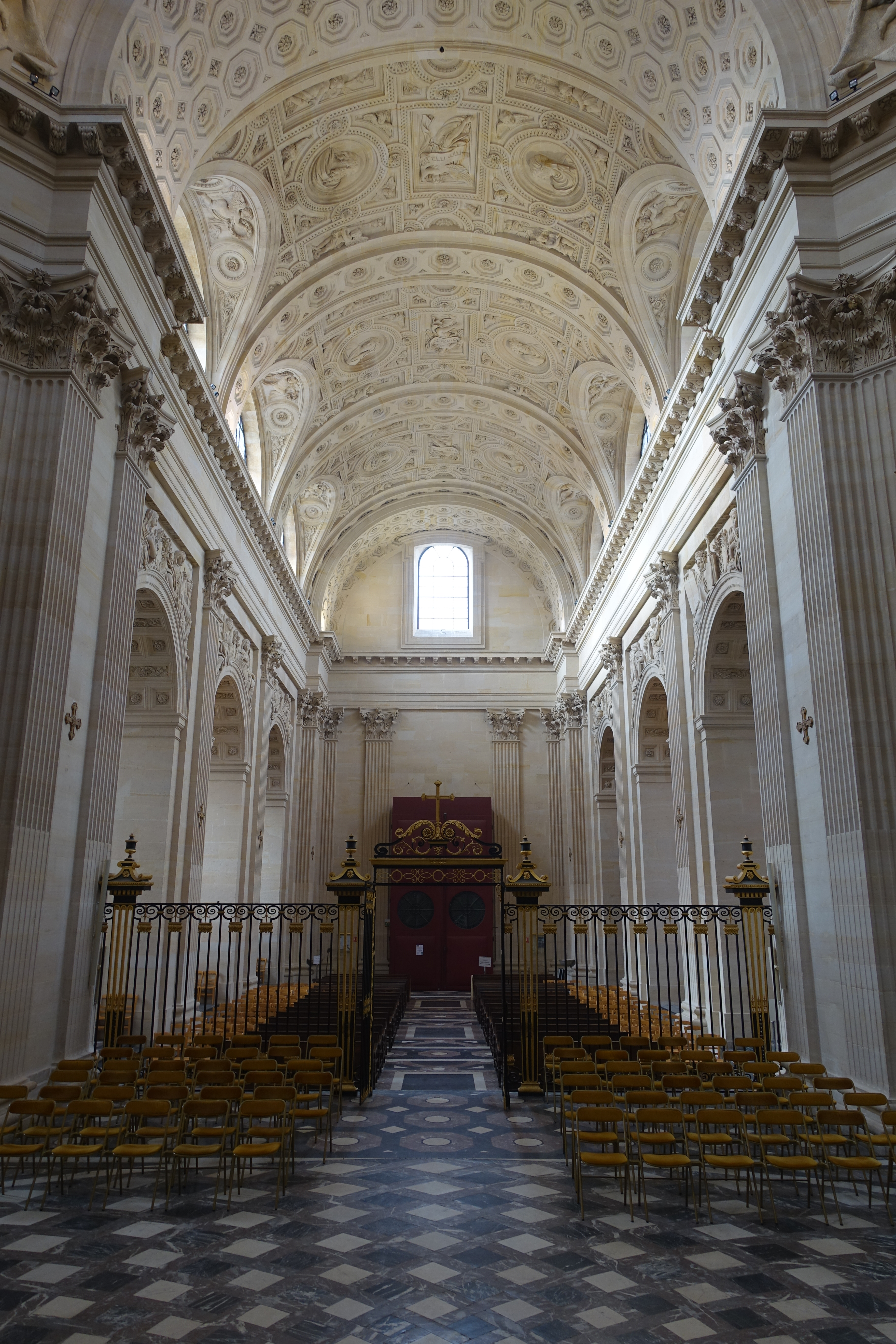
Vue vers la nef
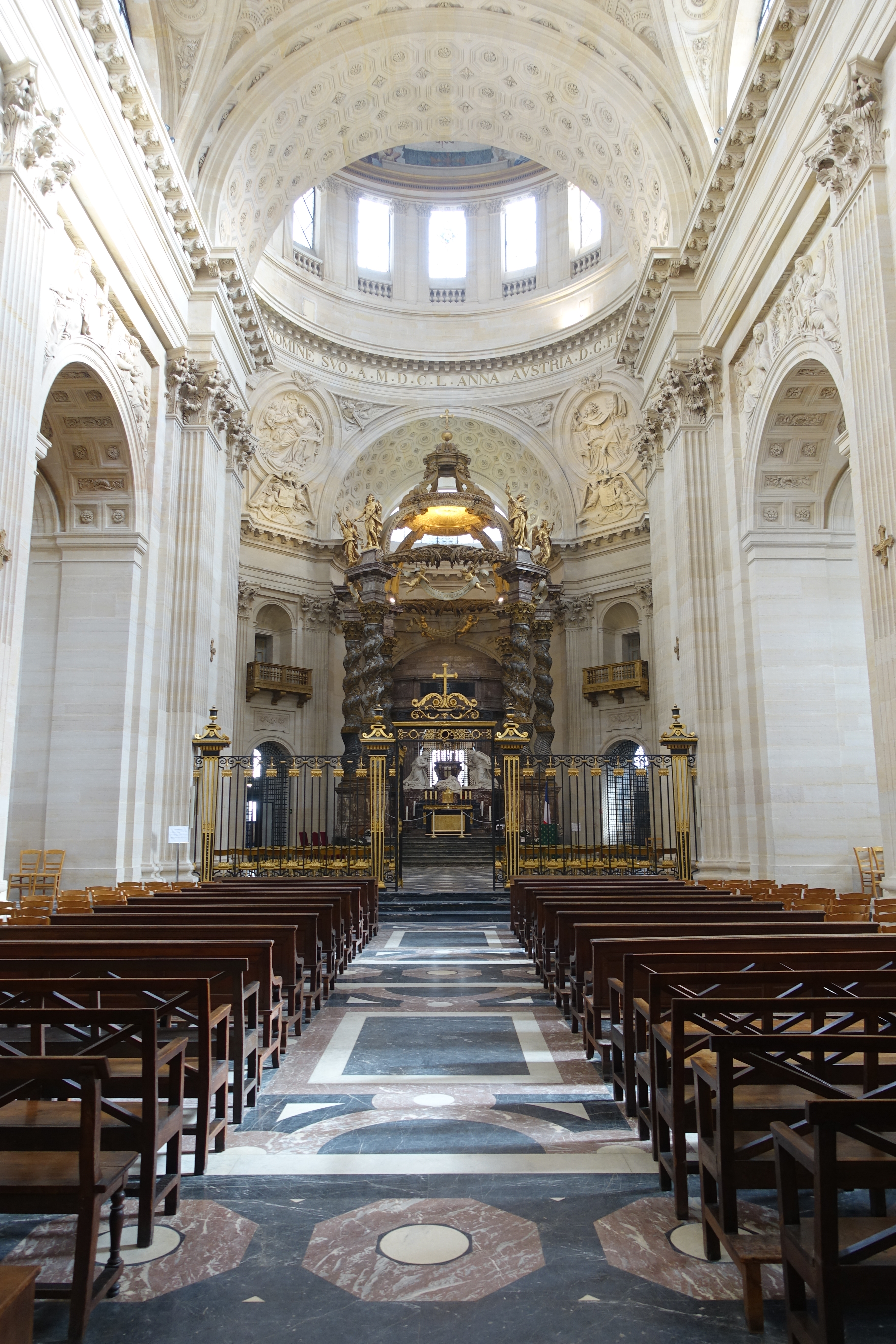
Vue vers le choeur.
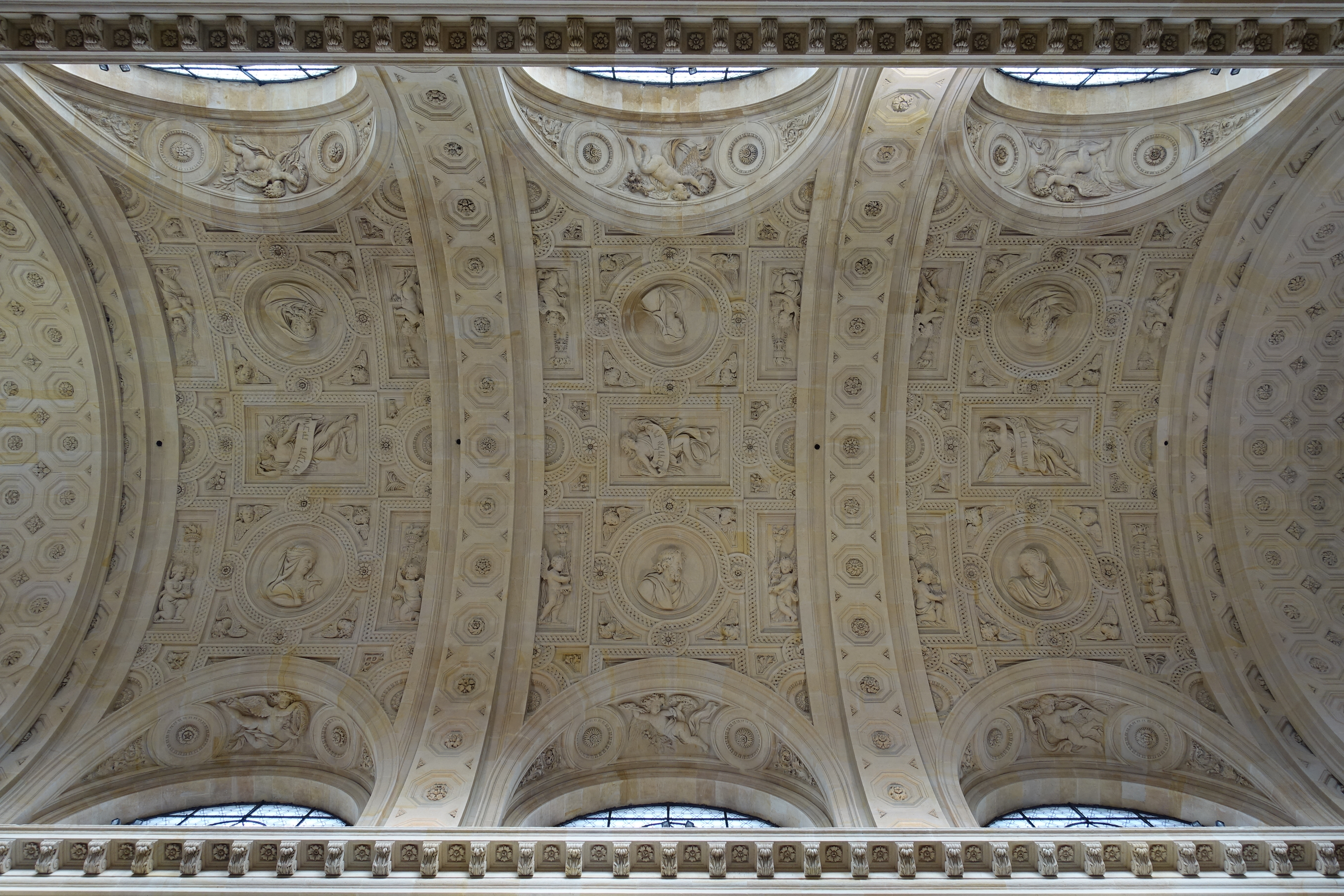
Voûte de la nef.
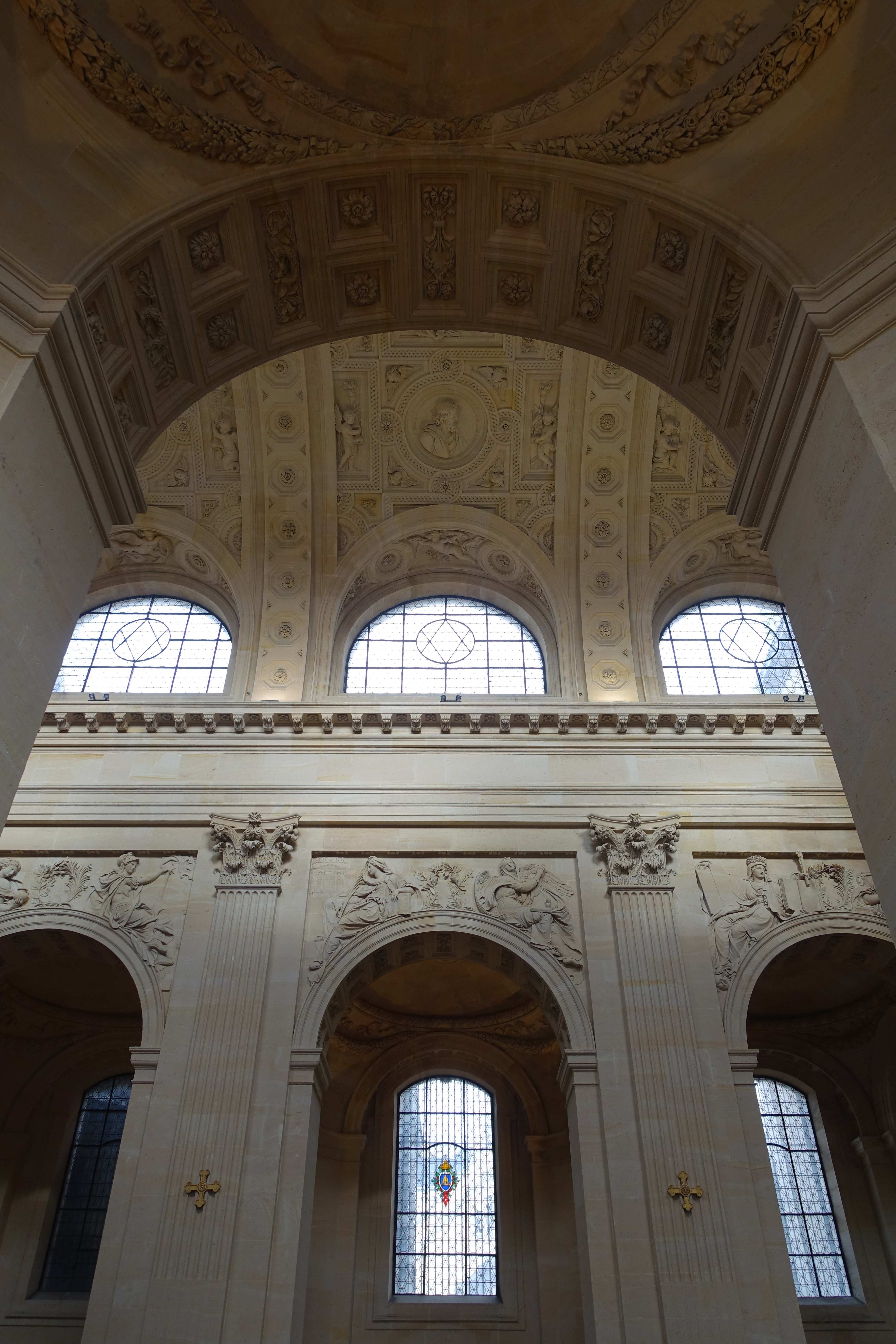
Arcades et claire-voie de la nef
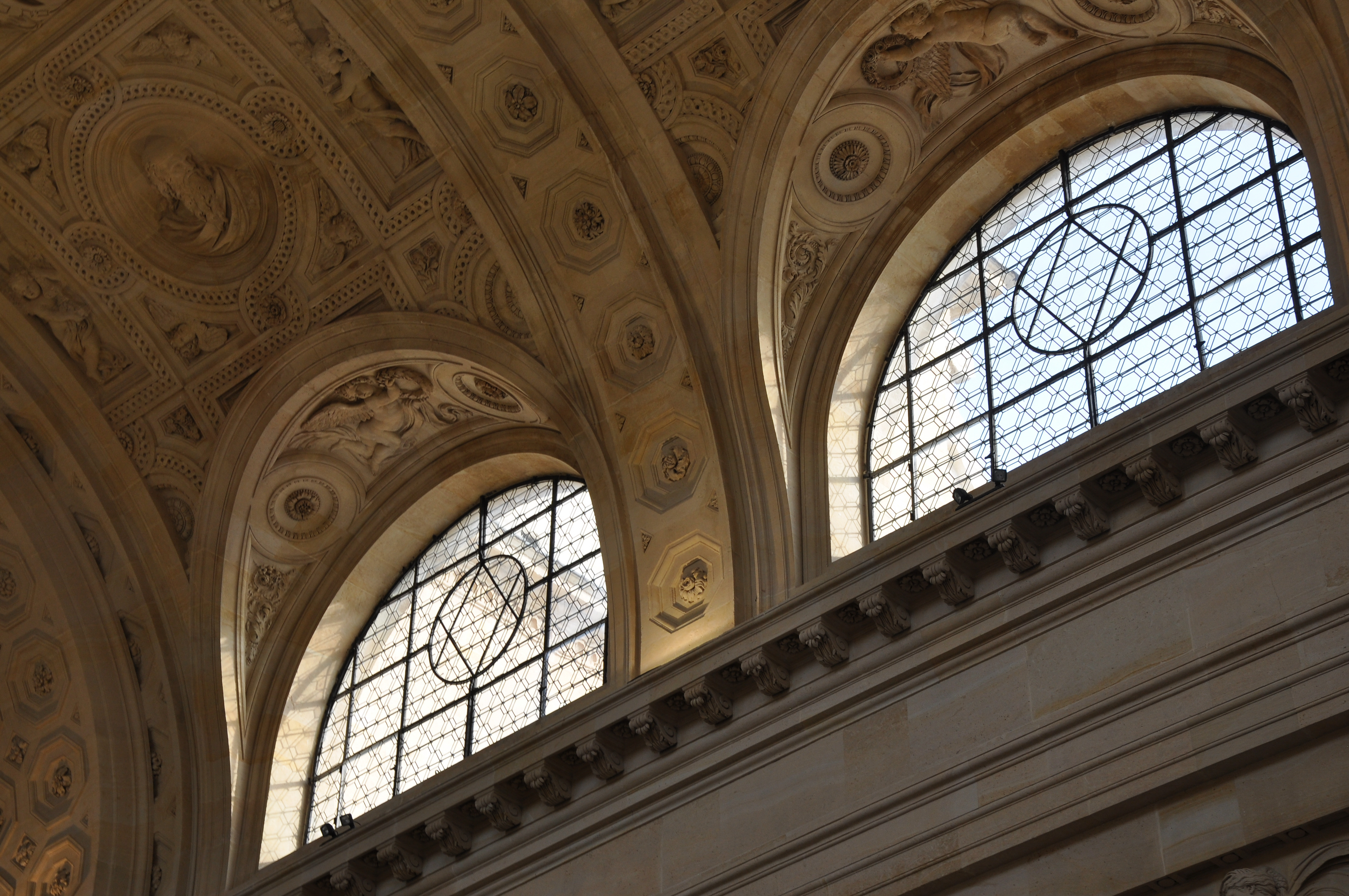
La voûte de la nef est en berceau à lunettes pénétrantes.
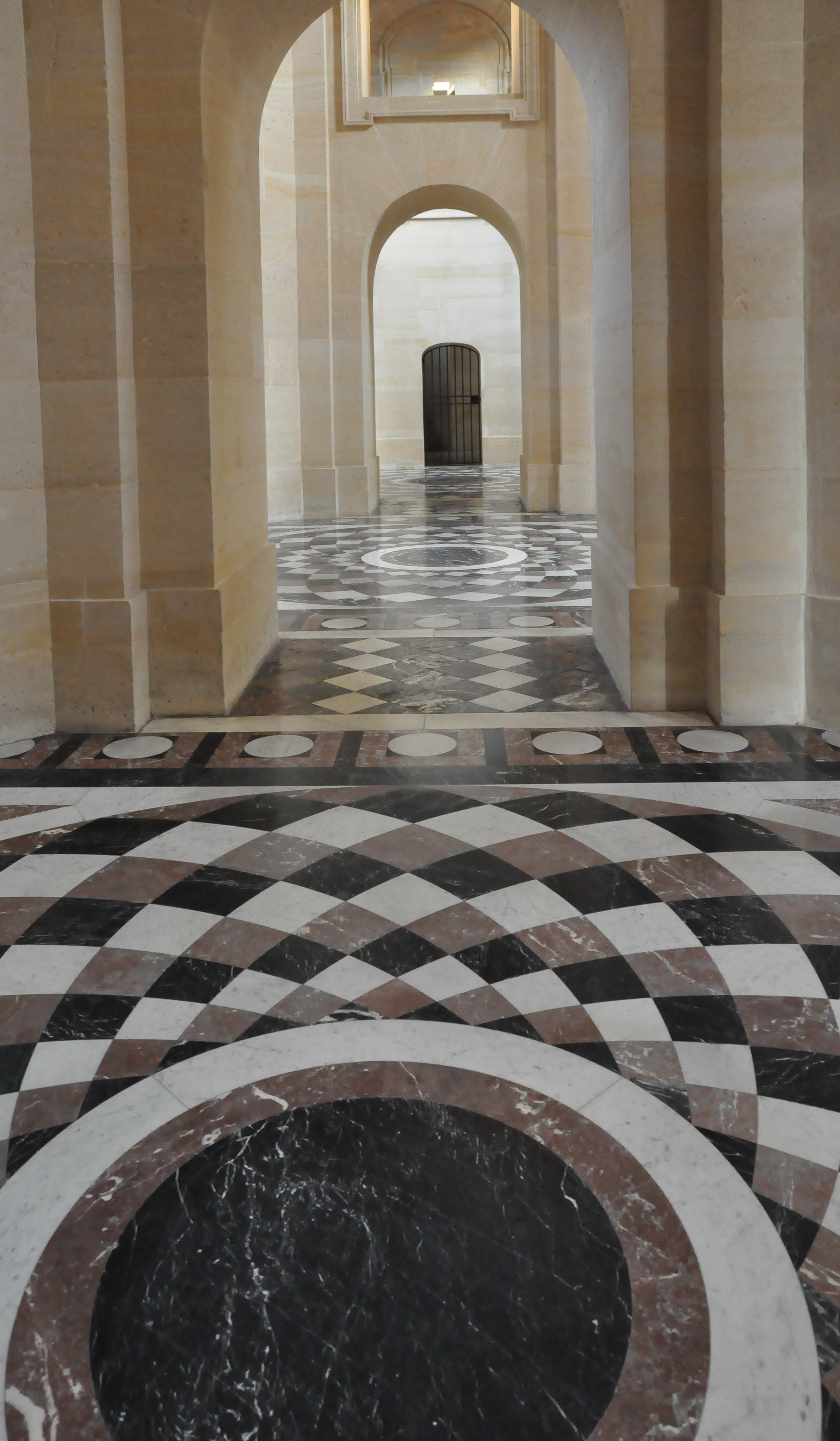
Vue du collatéral nord.
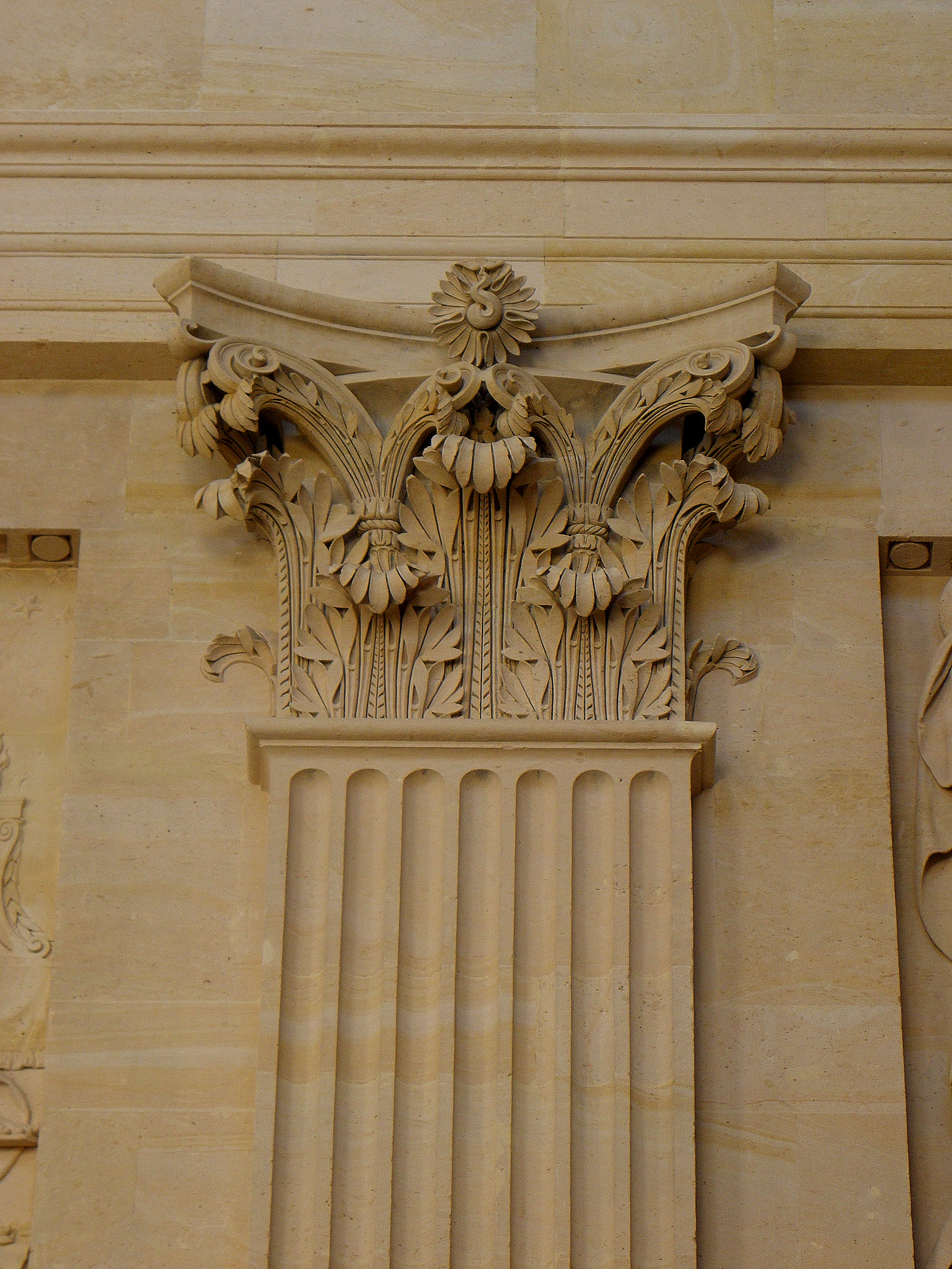
Pilastre de la nef.
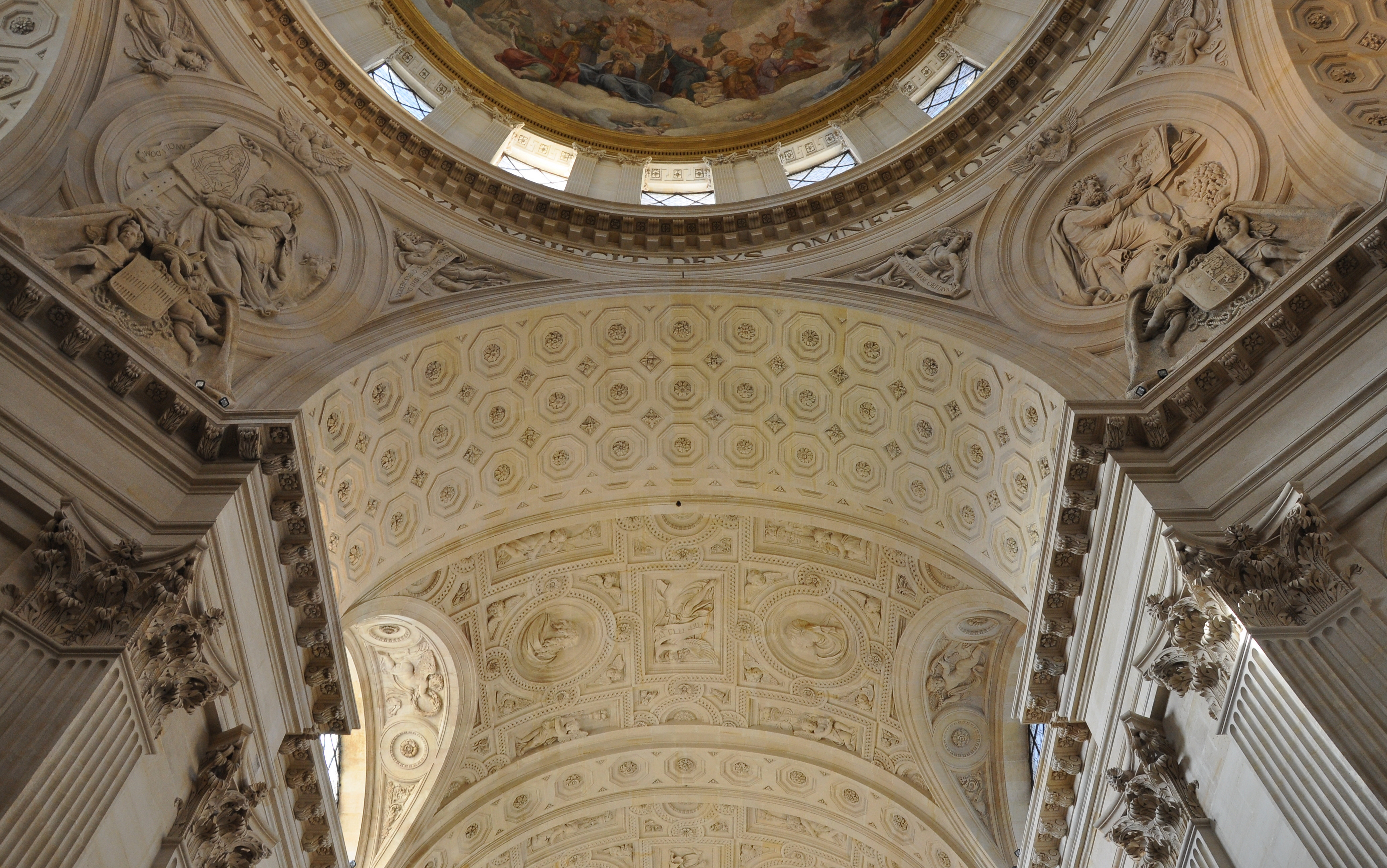
Piliers de la coupole et ornements.

Coupole
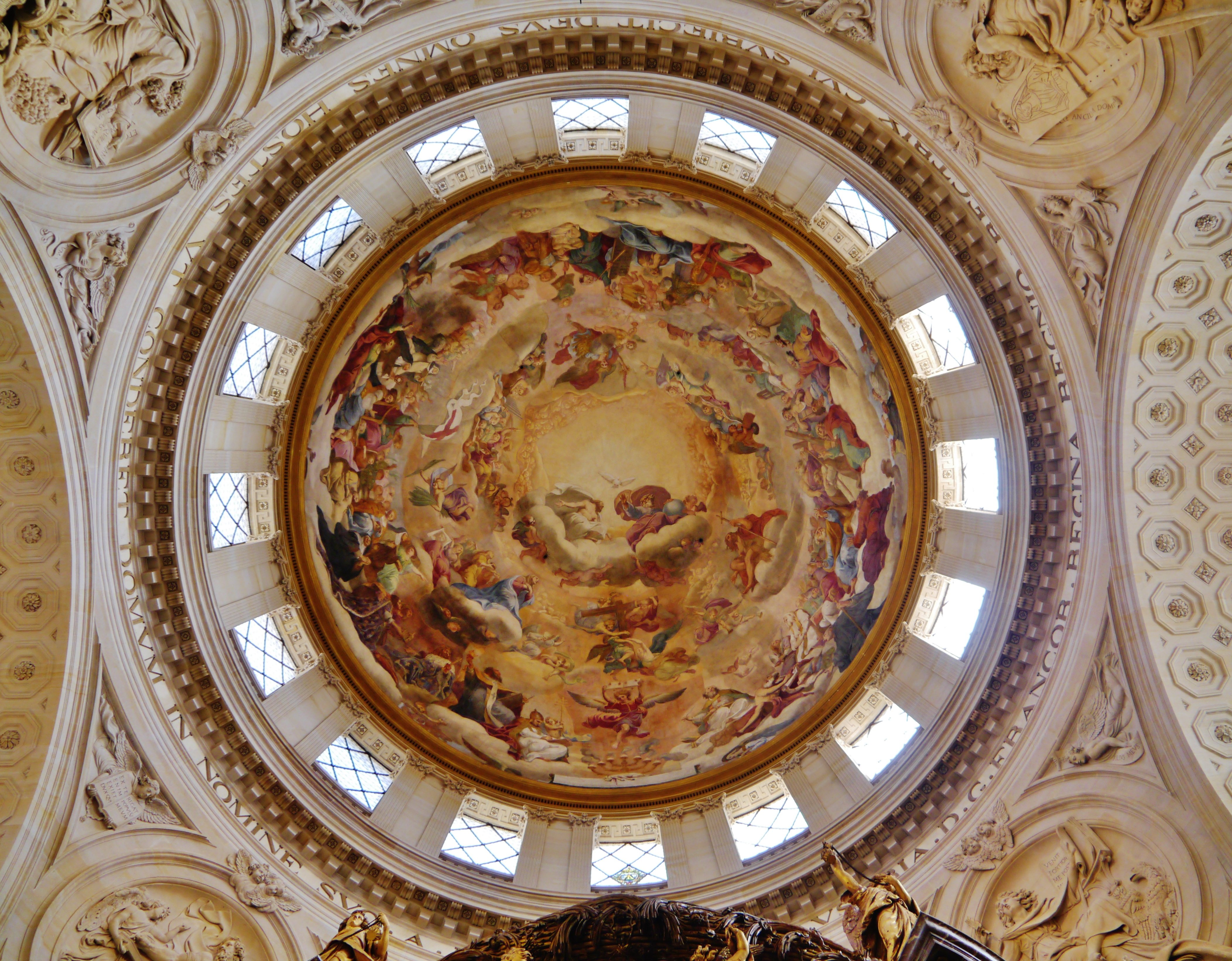
Vue intérieure de la coupole et de sa fresque, œuvre de Pierre Mignard.
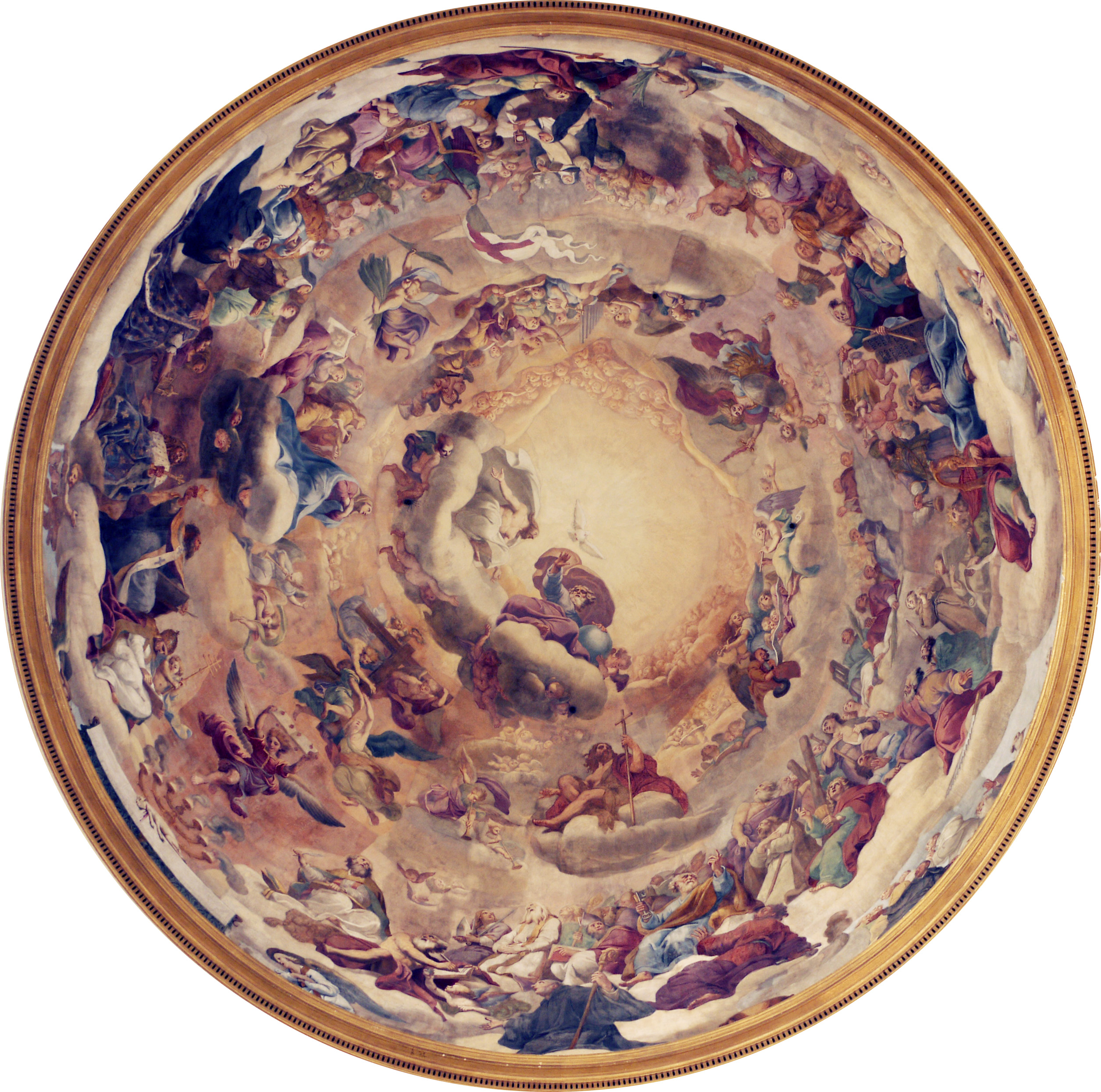
Fresque de Pierre Mignard (isolée).

## Le baldaquin et son maître-autel

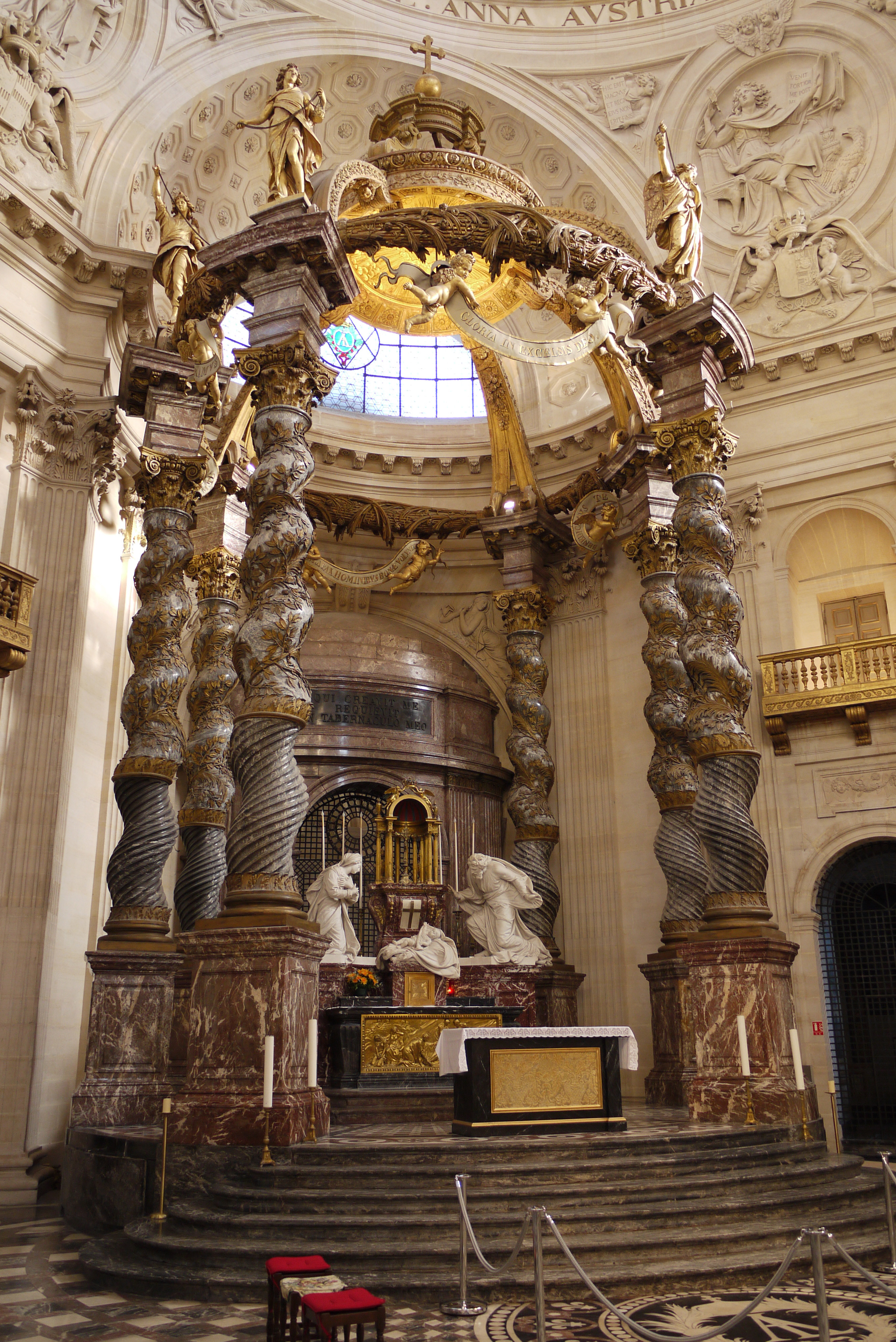
Le baldaquin, par Gabriel Le Duc et
la Nativité, par Michel Anguier.

« À Jésus naissant et à la Vierge mère ». Cette inscription figurant sur la frise du portique d’entrée de l’église Notre-Dame du Val-de-Grâce, à Paris, marque la consécration d’une église tout entière tournée vers la Nativité. Si Le Bernin fut pressenti par la reine pour dessiner le célèbre et somptueux baldaquin, c’est Gabriel Le Duc qui fut finalement choisi, et le 25 mars 1665, Michel Anguier obtint le marché du groupe de la Nativité destiné à orner le maître-autel, le baldaquin formant tout autour, en quelque sorte, une majestueuse crèche. Le marché stipulait les conditions suivantes : « trois figures de la crèche d’un grand naturel, l’Enfant Jésus d’attitude couchée en une crèche, la Vierge et saint Joseph d’attitude priante et dévote ». François Anguier, le frère de Michel, travaillera à d’autres sculptures en l’église du Val-de-Grâce, notamment la Descente de croix devant l’autel. Il n’est pas inutile de savoir que Michel Anguier, à Rome, travaillera notamment auprès du Bernin. Sous ses doigts talentueux, la pierre prendra presque vie pour former une magnifique crèche grandeur nature. Des copies, en divers matériaux, furent ensuite réalisées, notamment pour Coulombs.
En 1790, l’abbaye du Val-de-Grâce connut le sort des autres couvents parisiens : elle fut fermée, le mobilier saisi, et de plus, l’orgue fut démoli et le maître-autel démonté. Heureusement, l’église fut conservée comme monument d’architecture, tandis que l’abbaye était dévolue, le 31 juillet 1793, au service de santé pour en faire un hôpital militaire. Elle fut ainsi sauvée de la destruction, ce qui ne fut pas le cas de plusieurs couvents situés aux alentours, notamment les Ursulines et les Feuillantines.
Le baldaquin fut préservé, mais le maître-autel fut transporté au dépôt des Petits-Augustins, et les trois figures de la crèche furent attribuées en 1805 à l’église Saint-Roch où elles furent installées. Napoléon III, bien plus tard, demanda que le maître-autel soit reconstruit, et ce fut Ruprich-Robert que l’on chargea des travaux. Le curé de Saint-Roch ayant refusé de rendre la crèche d’Anguier, il fut décidé d’en sculpter une nouvelle, à l’identique. Trois sculpteurs furent désignés : Clément Denis pour l’Enfant-Jésus, Justin-Marie Lequien pour la Vierge, et Louis Desprez pour saint Joseph.
Une copie du baldaquin du Val-de-Grâce se retrouve à Neuville au Québec à l'église Saint-François-de-Sales. Cette pièce remarquable fut construite en France vers 1695 initialement pour le palais épiscopal de Québec pour Mgr de Saint-Vallier. Mais le palais étant trop petit pour le baldaquin, il fut donné à Neuville en échange de nourriture pour les pauvres de Québec.

## L'orgue

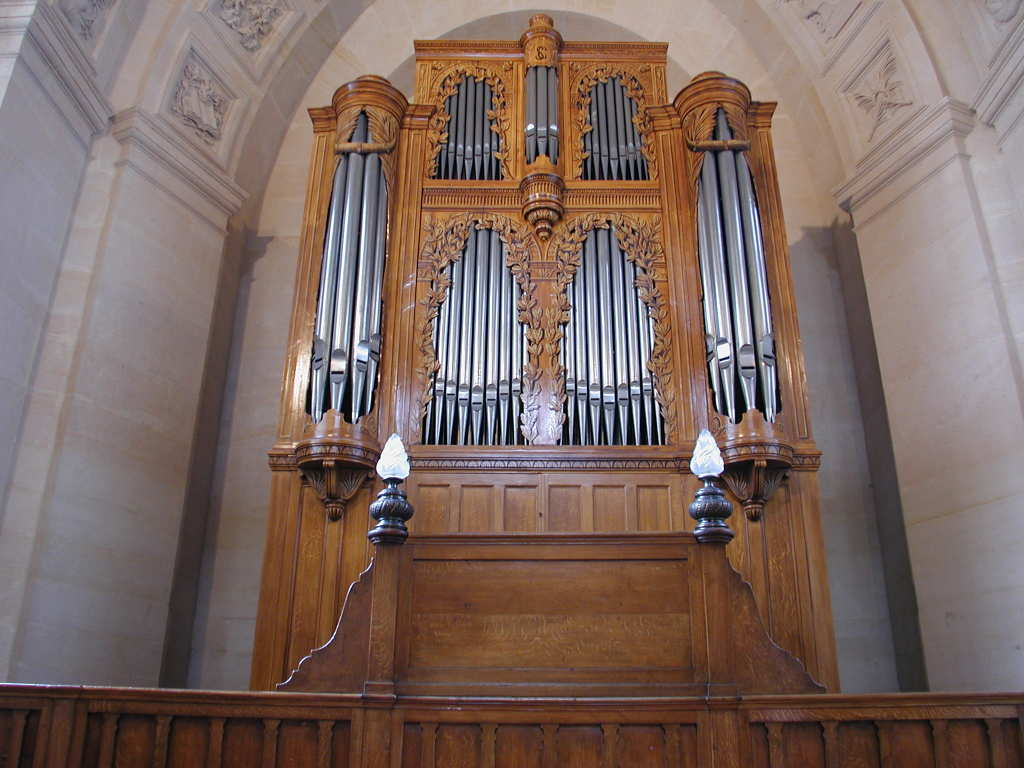
L'orgue historique Cavaillé-Coll de l'église du Val-de-Grâce à Paris, 2003.

Rien n'est connu de l'orgue qui se trouvait au Val-de-Grâce avant la Révolution française durant laquelle il fut démonté et dispersé, si ce n'est le nom de l'auteur du buffet, Germain Pilon, à qui l'on doit aussi celui de Saint-Louis des Invalides.
Il faut attendre plus d'un siècle avant qu'un instrument à tuyaux retrouve sa place au Val-de-Grâce. Le 10 novembre 1852, Aristide Cavaillé-Coll soumissionne pour la construction d'un nouvel orgue en l’église Sainte-Geneviève (devenue entre-temps le Panthéon), rendue au culte le 6 décembre 1851 par le Prince-Président Louis Napoléon. Le 17 décembre suivant, le ministre de l'Intérieur signe le marché, d'un montant de 20 000 francs. En 1853, le facteur d'orgues installe le nouvel instrument, un 8 pieds de deux claviers-pédalier et de 21 jeux, qui participe ainsi au service de la liturgie confiée aux "chapelains de Sainte-Geneviève". Clément Loret est à l’époque le titulaire de l’orgue. En 1885, cette église redevient le Panthéon sur décision du président Jules Grévy ; il convient alors de désaffecter le bâtiment. En 1891, par entente entre les départements de la Guerre et des Travaux Publics, l’orgue est affecté à l’église de l’hôpital militaire du Val-de-Grâce où il est transféré la même année par le facteur Joseph Merklin. Celui-ci installe une machine Barker, ainsi qu'une nouvelle  
console. Sans doute, l'orgue s'est-il fait entendre une dernière fois, au Panthéon, lors des cérémonies en l'honneur de Victor Hugo.
En 1927, un relevage est confié au facteur Paul-Marie Koenig, qui procède à de légères transformations et menus ajouts. La réception des travaux est faite, le 25 mai 1929 par Achille Philip, titulaire, André Marchal, Jean Huré, Maurice Sergent, Marc de Ranse, L. de Saint-Riquier. Le concert inaugural est donné, en mai également, par André Marchal et Achille Philipp, titulaire, professeur à la Schola Cantorum, en présence du lieutenant Koenig, futur maréchal de France, et de la maréchale Foch. Classé au titre des monuments historiques en 1979, pour sa partie instrumentale, il a été restauré par les facteurs François Delangue et Bernard Hurvy en 1992/1993 et retrouve sa splendeur d'origine. Les modifications de Koenig ont disparu et le « petit grand-orgue », comme l'appelait Cavaillé-Coll, du Val-de-Grâce est aujourd'hui l'un des rares témoins parisiens de la facture de Cavaillé-Coll parvenus jusqu'à nous sans dénaturations ou mises « au goût du jour ».
Depuis la restauration, il sert à de nombreuses activités musicales (concerts, auditions d'orgue) ; il comporte 21 jeux sur deux claviers et pédalier. Clément Loret, Achille Philipp, Christiane de Lisle, Jean-Dominique Pasquet et Christine Riskin-Guiguen en furent notamment les organistes. L'actuel titulaire est Hervé Désarbre, organiste du ministère de la Défense.

### Composition
| I Récit C–f3     |    |
| Flûte harmonique | 8′ |
| Gambe            | 8′ |
| Voix céleste     | 8′ |
| Flûte octaviante | 4′ |
| Octavin          | 2′ |
| Voix Humaine     | 8′ |
| Basson-Hautbois  | 8′ |
| Trompette        | 8′ |

| Grand Orgue C–f3 |     |
| Bourdon          | 16′ |
| Montre           | 8′  |
| Salicional       | 8′  |
| Bourdon          | 8′  |
| Prestant         | 4′  |
| Gambe            | 4′  |
| Doublette        | 2′  |
| Trompette        | 8′  |
| Clairon          | 4′  |

| Pédalier C–f1 |     |
| Soubasse      | 16′ |
| Flûte         | 8′  |
| Trompette     | 8′  |
| Bombarde      | 16′ |

- Cuillers : Tir.G.O  - Tir.R - Appel Fds G.O - R/GO 8'  - R/GO 16' - Pédale d'expression - Anches G.O - Anches R – Trémolo - traction mécanique - machine Barker au G.O.